# Loveless (manga)
Loveless (ラブレス Raburesu?) es una serie de manga escrita e ilustrada por Yun Kōga. Fue serializada en la revista Gekkan Comic Zero Sum de Ichijinsha y recopilada en doce volúmenes tankōbon, desde diciembre de 2013. Kōga ha expresado que terminará la serie al llegar a su decimoquinto volumen.
Una adaptación a serie de anime fue producida por el estudio de animación J.C.Staff y estrenada el 7 de abril de 2005. Fue transmitida por TV Asahi y cuenta con un total de doce episodios. El anime ha sido licenciado y lanzado en Estados Unidos por Media Blasters en un conjunto de 3 DVD a principios de 2006.
Uno de los aspecto más peculiares de la historia es que sus personajes son kemonomimi —características felinas— (en este caso, únicamente orejas y colas). Estas características son universales desde el nacimiento, pero desaparecen al perder su virginidad. Aquellos que ya no tienen características animales son considerados por la sociedad como adultos.

## Argumento
En su primer día en su nueva escuela, Ritsuka Aoyagi, un adolescente de doce años de edad, conoce a un misterioso hombre de veinte años llamado Sōbi Agatsuma. Sōbi afirma ser un buen amigo del difunto hermano mayor de Ritsuka, Seimei, quien fue asesinado en misteriorsas circunstancias dos años atrás. Tras inspeccionar algunos de los archivos dejados por Seimei en su computadora, Ritsuka descubre que una organización llamada Septimal Moon (七の月 Nana no Tsuki?) fue responsable de su muerte.
Posteriormente, Ritsuka descubre que Seimei y Sōbi solían estar involucrados como pareja en batallas de hechizos invocadas por palabras cuidadosamente seleccionadas. Ahora Sōbi es el "sentōki" de Ritsuka, mientras que Ritsuka es su "sacrificio". Juntos, desafían a Septimal Moon para descubrir la verdad detrás del asesinato de Seimei y la razón de la amnesia de Ritsuka, además de formar un vínculo íntimo mientras se esfuerzan por desentrañar el misterio. Sin embargo, el objetivo de Ritsuka es uno: encontrar a los asesinos de su hermano y asesinarlos por haberle destinado a una vida de soledad.

## Personajes

### Principales
Ritsuka Aoyagi (青柳立夏 Aoyagi Ritsuka?)
Voz por: Junko Minagawa
Su verdadero nombre es Loveless (el que no es amado). Es un adolescente de doce años, de estatura baja, apariencia delicada y ojos violetas. Es bastante frío para su edad, pero cuando conoce mejor a la gente los ama hasta el punto de dar todo por ellos. La persona más querida para él es su hermano Seimei, quien siempre le ayudaba y quería más que a su abusiva madre. Casi siempre lleva con él una cámara fotográfica para "producir recuerdos". Es acosado por Sōbi constantemente, cuando le dice que lo ama o invadiendo su intimidad.
Sōbi Agatsuma (我妻草灯 Agatsuma Sōbi?)
Voz por: Katsuyuki Konishi
Exestudiante de la Shichisei Gakuen, la escuela de luchadores donde recibió la tutoría personal de Ritsu, del cual no guarda buenos recuerdos. Actualmente es un estudiante universitario de arte clásico japonés. Es el combatiente de Ritsuka y tiene un amigo llamado Kyo. Como le fue ordenado, Sōbi contactó a Ritsuka después de la muerte de Seimei, y lo introduce al mundo de los combatientes y sacrificios, quien se convierte en su nuevo combatiente. A pesar de que el nombre de Sōbi es "Beloved" (amado) y el de Ritsuka "Loveless" (el que no es amado), combaten como un equipo, algo que es considerado tabú por los demás equipos. Incluso hay una severa pérdida de fuerza y en el caso de Sōbi, su nombre sangra durante el combate por lo que él llama "traición al nombre". Desde el encuentro con Ritsuka, Sōbi ya no opera bajo el nombre de Beloved y se presenta como Loveless al iniciar un duelo de hechizos. Más tarde, es revelado que el verdadero nombre de Sōbi no es Beloved, ya que él es un luchador "en blanco", o sea que cualquier nombre le puede ser escrito y no posee un sacrificio propio. Ritsu es quien lo entrega a Seimei, lo que explica en parte el resentimiento de Sōbi hacia Ritsu. Para escribir su nombre, Beloved, Seimei utiliza una navaja; y queda bastante claro que una vez que es escrito el nombre, no hay vuelta atrás.
 Seimei Aoyagi (青柳清明Aoyagi Seimei) ({{{2}}}?)
Voz por: Shō Hayami
Es el hermano mayor de Ritsuka Aoyagi . Nació el 14 de noviembre y su nombre proviene del día lunar “Seimei”. Cuando tenía diecisiete años, fue encontrado asesinado en el salón de clases de Ritsuka en la escuela, aunque solo pudo ser identificado por sus registros dentales ya que le habían prendido fuego. Más adelante en la serie nos enteramos de que Seimei fingió su muerte, pero la persona que murió en su lugar no ha sido revelada. Seimei es el Sacrificio de la pareja Amada. A pedido de Seimei, Soubi Agatsuma (Luchador de Seimei) fue entregado a Seimei como Luchador cuando Seimei tenía solo catorce años, Soubi tenía diecisiete en ese momento. Los fanáticos de la serie han especulado que existe una rivalidad entre Seimei y Ritsu con respecto a Soubi, pero nada en el manga confirma estas especulaciones.
Cuando Ritsuka perdió sus recuerdos, Seimei se convirtió en una figura extremadamente importante en su vida, protegiéndolo de su abusiva madre Misaki Aoyagi y siendo una gran fuente de consuelo y confianza.

### Secundarios
Breathless
Es la primera pareja en aparecer, son Ai y Midori, cuyo nombre común es Breathless que significa sin aliento. Ambos son chicos de la misma edad de Ritsuka, y aunque son buenos en combate, resultan no ser rivales para Soubi en las dos veces que se enfrentan contra él. Para ellos es una deshonra de la peor clase que un luchador tome a su sacrificio de manera amorosa. Ai tiene un carácter más bien impulsivo, en tanto Midori es más calculador. Su tercera y última apariciones sencillamente para despedirse de Ritsuka, ya que han sido llamados para regresar a la escuela, a la vez que prevenirlo para que se aleje de Soubi, diciéndole que es alguien peligroso y que no es en absoluto lo que aparenta.
Sleepless
Es la pareja de Kinka y Ginka, y son la segunda pareja enviada por Nanatsu no Tsuki, y su nombre común es sin sueño. Ellos llegan después que Ai y Midori llevando un sobre con una misiva para Ritsuka, que no le entregarán a menos que los derrote. Aunque en un determinado momento logran hacerse con la ventaja, Soubi termina por derrotarlos y llevándose el sobre, pero este resulta no contener más que un código de números y letras que ni Ritsuka ni Soubi comprenden y que resulta ser, más tarde, el código de un juego en Internet que será la clave que use Ritsuka para comunicarse con Nanatsu no Tsuki.
Zero Masculino
La primera pareja de Zero que hace aparición son Natsuo y Youji. Tienen el aspecto de dos chicos de primaria igual que Ritsuka, pero en absoluto se comportan como tales. Los Zero creados por Nagisa tienen la particularidad de que no sienten dolor, lo que en primera instancia los haría invencibles en una batalla de hechizos, pero esto tiene una desventaja fatal; sus nervios no perciben ni calor ni frío, por lo cual no pueden regular su temperatura corporal. Sôbi usa esto a su favor para congelarlos, pero igual acaba muy malherido. Mientras volvía a su casa tras el combate, se tropieza otra vez con Natsuo y Youji (que están al borde de una hipotermia) y como no tienen a dónde ir los deja que se queden en su casa. Los dos son bastante cínicos y no menos despiadados en combate, aunque se muestran joviales y bromistas todo el tiempo (a veces bien a pesar de la situación).
Zero Femenino
La segunda pareja de Zero que entra en escena son Yamato y Kouya, dos estudiantes de preparatoria. Yamato es alegre y extrovertida, en tanto Kouya es más seria; pero las dos comparten un sentimiento mutuo (aunque en principio parezca que Yamato se lo toma muy a la ligera). Ellas no tienen la misma debilidad que los anteriores que vuelve a formarse tras acabar el combate, pero la falla fatal de esta técnica es que una vez roto, el vínculo se debilita y podría incluso desaparecer. Efectivamente, el nombre Zero empieza a desaparecer del cuerpo de Yamato, y forzada por las circunstancias Kouya renuncia a la pelea, y por tanto a su vida como luchadora. Al final las dos deciden comenzar una nueva vida juntas y desaparecen.
Fearless
Es la pareja de Mimuro y Mei, aparecen en el manga, y es la primera vez que Soubi y Ritsuka pelean bajo el mismo nombre, "Loveless". Mei es una luchadora que aún no ha sido controlada, por lo tanto desobedece a Mimuro y tiende a ser aún muy infantil, durante esta pelea las imágenes que crea son patos, trepadoras y columpios. Mei esconde su cabello en una gorra, pues piensa que Mimuro es homosexual y planea gustarle haciendo como que es chico. Soubi se da cuenta de esto y le explica que lo que debe hacer es obedecer a su sacrificio.
Bloodless
Su nombre, a pesar de significar literalmente: Sin sangre, no es así visto en el manga, ya que antes de ir a pelear, le dan la información a Ritsuka, de que el nombre Bloodless, quiere decir, "un combate que termina sin derramar sangre". Hacen su aparición en el manga al secuestrar a Kyo por órdenes de Seimei. Sus nombres son: Hideo Yamamoto (sacrificio) y Yurio (luchador). El verdadero luchador de Hideo murió, y le asignaron a Yurio como reemplazo. Yurio habla en tercera persona, dice sólo poder comer pizza y obliga a Hideo a llamarlo: Yuri-sama, pero Hideo solo le dice Yuri-kun, haciéndole entender a su luchador que no se haga ver más importante que él. Hideo, a pesar de verse inocente y tranquilo, muestra una actitud indiferente hacia Yurio, quien dice no importarle.
Moonless
Es una pareja de luchadores que quieren vengarse de Seimei por abusar de Mikado, el miembro femenino. El otro miembro es Tokino, que acaba contratando a Faceless para encontrar a Beloved. Moonles se encuentra con Loveless para "ayudar a Ritsuka a encontrar una razón para odiar a Seimei".
Faceless
Faceless significa, literalmente, sin rostro. En este caso se refiere al hecho de que nadie es capaz de reconocerlos o recordarlos. Además, son capaces de descifrar lo que sienten las personas con mirarla a la cara. Lo forman dos hermanos, Keiji y Hatsu. Aparecen por primera, vez en el manga, cuando Seimei les contrata para investigar a Ritsuka, y comprobar si este recordaba algo de su pasado.

## Media

### Anime

#### Lista de episodios
1. Breathless (sin aliento)
2. Memoryless (sin memoria)
3. Bondless (sin lazos)
4. Friendless (sin amigos)
5. Sleepless (sin descanso)
6. Painless (sin dolor)
7. Tearless (sin lágrimas)
8. Trustless (sin confianza)
9. Skinless (sin piel)
10. Nameless (sin nombre)
11. Warless (sin guerra)
12. Endless (sin fin)
13. epilogue 1  (epílogo 1)
14. epilogue 2  (epílogo 2)
15. epilogue 3  (epílogo 3)
16. epilogue 4  (epílogo 4)
17. epilogue 5  (epílogo 5)
18. epilogue 6  (epílogo 6)